# 天草市立牛深東中学校
天草市立牛深東中学校（あまくさしりつ うしぶかひがしちゅうがっこう）は、熊本県天草市久玉町にある中学校。

## 沿革
- 2005年（平成17年） - 牛深市立久玉中学校と牛深市立深海中学校が統合し創立
- 2006年（平成18年） - 天草市立牛深東中学校と改称

## 歴代校長
- 2005年（平成17年） - 初代校長
- - 現校長 吉村幸男

現校長　小田　和也

## 委員会
- 執行部（生徒会会長、生徒会副会長、生徒会書記、生徒会議長、並びに以下の委員会の委員長で構成される組織。）
- 代議委員会（クラスのまとめ役、学級会の司会、出席簿管理等）
- 環境美化委員会（花を育てる、校内美化作業、校内のゴミ集め、ペットボトルキャップの回収等）
- 文化放送委員会（誕生日カレンダー作成、文化祭の運営、新聞作り、朝昼下校時・行事での放送等）
- 生活体育委員会（自転車点検、挨拶運動、服装点検、体育用具の整備、体育行事の運営等）
- 学習図書委員会（図書当番、学習の呼びかけ、置き勉検査等）
- 保健給食委員会（健康観察簿の管理、石鹸などの手入れ等）

## 部活動

### 運動系部活動
- 野球部
- 陸上部
- 男子テニス部
- 女子テニス部
- 女子バレー部

### 文化系部活動
- 吹奏楽部

## 学校周辺
- 国道266号
- 久玉川
- 久玉出張所
- 熊本県立牛深高等学校